# Isabel Moll Blanes
Isabel Moll Blanes (Capdepera, Mallorca, 1938). Historiadora.
Llicenciada en ciències polítiques per la Universitat Complutense de Madrid (1970), s'hi doctorà amb la tesi "La economía y la sociedad en Mallorca durante la segunda mitad del siglo XVIII. La Sociedad Económica de Amigos del País" (1975). Des del 1972 és professora de la Universitat de les Illes Balears i a partir de 2001 catedràtica d'història contemporània. La seva tasca investigadora s'ha centrat en la demografia històrica i la història agrària moderna i contemporània de Mallorca. També ha estudiat la premsa illenca del s. XIX i la història d'institucions mallorquines com ara la Universitat de Mallorca o la Societat Econòmica Mallorquina d'Amics del País. Ha col·laborat en diferents revistes especialitzades, en les quals ha publicat la major part dels seus treballs: Bolletí de la Societat Arqueològica Lul·liana, Comunicació, Estudis Baleàrics, Fontes Rerum Balearium, Mayurqa, Randa i Revista de Trabajo, entre d'altres.

## Treball de recerca històrica
Entre els seus treballs destaquen: “El Obrero Balear: un periódico de provincias”, Estudios de información (1969); “La política agraria de la Sociedad mallorquina de Amigos del País (1778-1802)”, BCCIN (1973); “Noticia del Semanario Económico (1779-1820)”, Mayurqa (1977-78); La pagesia mallorquina al segle xviii i primera meitat del segle xix (1979); “Estructura agraria mallorquina del siglo XVIII: intento de aproximación”, "La economía agraria en la historia de España" (1979); “La Gran Compañía de Comercio Mallorquina (1784-1802)”, BSAL (1979); “Senyors i pagesos a Mallorca (1718-1860/70)”, Estudis d'Història Agrària (1979); “El periodismo integrista: El Áncora, Palma 1880-1900”, Mayurqa (1979-80); “Les crisis de subsistència a Mallorca: metodologia per al seu estudi”, Estudis de prehistòria, història de Mayurqa i d'història de Mallorca dedicats a Guillem Rosselló Bordoy (1982); “La crisi de la Universitat de Mallorca”, Estudis Baleàrics (1983); "El archivo de la Sociedad Económica de Amigos del País" (1983); Cronologia de les crisis demogràfiques a Mallorca. Segles XVIII-XIX (1983); La vida quotidiana dins la perspectiva històrica (1983); “Canvis i permanència de les institucions senyorials a Mallorca durant el segle xix”, Terra, treball i propietat. Classes agràries i règim senyorial als Països Catalans (1986); “Els circuits de la terra (Mallorca 1768-1814)”, Randa (1990); La població i la propietat de la terra en el municipi de Santanyí (1868-1920) (1992); “Supresión de la autonomía mallorquina”, El centralismo borbónico contra la Corona de Aragón; “Historia 16”, 17. També ha coordinat l'edició de l'obra de l'arxiduc Lluís Salvador d'Àustria Die Balearen in Wort und Bild geschildert (1980-93) i el volum "La Mediterrània. Antropologia i història" (1991).